# Liste des formations végétales
Une formation végétale (voir article spécifique) est une communauté d'espèces végétales qui détermine, avec d'autres éléments, un paysage caractéristique qui est souvent gratifié d'un nom particulier par les populations qui le fréquentent ou les scientifiques qui l'étudient.
Cet article recense les termes désignant des formations végétales ou des milieux naturels ou artificiels dont la flore et la végétation sont spécifiques ou caractéristiques. Ces dénominations peuvent donc tout aussi bien désigner des formations très limitées (bosquet) que des ensembles biogéographiques de très grande extension (toundra).
Certains termes, même s'ils paraissent d'origine exotique, sont pour la plupart couramment utilisés en français par les biologistes et les géographes. D'autres sont des noms vernaculaires utilisés localement.
La nomenclature phytosociologique proprement dite est, à quelques exceptions près, exclue de cette liste (voir association végétale).
Les termes repris dans cette liste possèdent pour la plupart une traduction ou des synonymes dans les différentes langues du monde, ainsi que d'abondantes variantes dialectales et locales. Ces traductions et variantes, qui sont à l'origine de très nombreux patronymes et toponymes, sont à rechercher à l'article correspondant à chaque terme ou à l'espèce végétale dominante.
- Haut – A
- B
- C
- D
- E
- F
- G
- H
- I
- J
- K
- L
- M
- N
- O
- P
- Q
- R
- S
- T
- U
- V
- W
- X
- Y
- Z

## A
- Acheb (nord Sahara) - Végétation basse éphémère apparaissant après la pluie.
- Agropyraie - Groupement littoral où domine l'agropyrum (Elymus farctus).
- Algueraie - Peuplement d'algues
- Alpage - Prairie de montagne où les troupeaux estivent
- Amandaie - Verger d'amandiers (Prunus dulcis)
- Ammophilaie - Peuplement de graminées du genre Ammophila, comme l'oyat (Ammophila arenaria)
- Arboretum
- Arbousière (région méditerranéenne) - Peuplement d'arbousiers (Arbutus unedo)
- Arganeraie (endémique du Maroc) - Peuplement d'arganiers (Argania spinosa)
- Arrayanal (Argentine)
- Aspergeraie - Plantation d'asperges (Asparagus officinalis)
- Aulnaie - Peuplement d'aulnes (Alnus)

## B
- Bambouseraie - Peuplement de bambous
- Bananeraie : plantation de bananiers
- Baouque (sud de la France) - Pâturage maigre de terre aride
- Batha (Méditerranée orientale : Israël, Syrie) - Végétation buissonnante et souvent épineuse en secteur aride
- Bétulaie (peuplement de bouleau)
- Blache (sud de la France) - Taillis de chênes pubescents (Quercus pubescens)

- Bocage
- Bofedal (Chili, Bolivie)

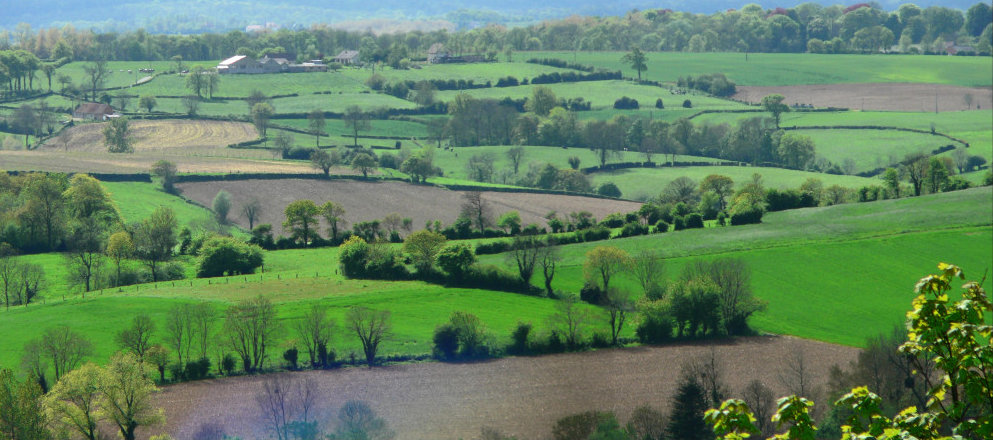
Bocage (Boulonnais, nord de la France)

- Bog (îles Britanniques) - Tourbière bombée
- Boqueteau
- Bosje (Afrique du Sud) - Formation à buissons et arbustes xérophiles
- Bosquet
- Boulaie ou boulinière - Peuplement de bouleaux
- Bourgoutière (Sahel) - Dépression inondable à bourgou (Echinochloa stagnina.)
- Brande - Peuplement de bruyères, comme Erica scoparia (Angoumois, Poitou) ou Erica reunionensis (Réunion)
- Bromaie - Pelouse à Bromus erectus
- Brousse
- Bruyère - Peuplement de bruyères (espèces des genres Calluna, Erica)
- Buisson
- Buxaie - Peuplement de buis (Buxus sempervirens)

## C
- Caatinga (Nordeste, Brésil) - Végétation à épineux et cactées
- Cacaoyère - Plantation de cacaoyers (Theobroma cacao)
- Caféière (caféiraie en Centrafrique) - Plantation de caféiers (Coffea)
- Callunaie - Buissons de la bruyère Calluna vulgaris
- Cambrouze (Guyane) - Végétation difficilement pénétrable à bambous épineux (Guadana)
- Campina (Brésil) - Savane herbeuse
- Campo (Amérique du sud : Brésil) - Végétation de plaine, herbacée (campo limpo), buissonnante (campo cerrado), arbustive (campo sujo)
- Cannaie - Peuplement de canne de Provence (Arundo donax)
- Cardonal (région carïbe) - Végétation littorale basse à cactées
- Cariçaie - Formation où les laîches (Carex sp.) dominent.
- Carnaubal - Bois de palmiers carnauba (Copernicia prunifera)
- Carrascal (Espagne) - Garrigue à chêne kermès (Quercus coccifera)
- Causse
- Cédraie (Chypre, Liban, Maroc)- Peuplement de cèdres
- Cédrière (Québec) - Peuplement de thuya occidental (Thuja occidentalis)
- Cerisaie - Plantation de cerisiers
- Chaméphytaie
- Champ - Terrain cultivé : champ d'arachide, avoine, betteraves, blé, cannes (canne à sucre), céréales, choux, colza, coton, luzerne, maïs, manioc, navets, poireaux, pois fourrager ou potager, pommes de terre, raves, sarrasin, seigle, térébinthe, tournesol, vesce
- Champignonnière - Lieu de culture du champignon de couche (Agaricus bispora)
- Chaparral (Californie, Texas)) - Maquis impénétrable de xérophytes
- Charmaie - Forêt de charmes (Carpinus betulus)
- Châtaigneraie - Peuplement naturel ou artificiel de châtaigniers (Castanea sativa)
- Chaume (Vosges) - Prairie d'altitude
- Chênaie - Peuplement de chênes (Quercus)
- Chènevière - Terrain planté de chanvre (Cannabis sativa)
- Ciprière (Louisiane) - Peuplement marécageux de cipres ou cyprès chauve (Taxodium distichum)
- Cistaie - Maquis à cistes (Cistus)
- Cladiaie - Peuplement de marisques (Cladium mariscus) (Europe).
- Clairière
- Clos (Haute-Bretagne) - Champ (originairement enclos)
- Cocoteraie - Population de cocotiers (Cocos nucifera)
- Coironal (Argentine) - Formation steppique à graminées (Poa, Festuca)
- Coudraie - Population de noisetiers (Corylus avellana)
- Coupe
- Coussou (Crau, France) - Etendue pierreuse et sèche, à asphodèles et graminées
- Crassat (Bassin d'Arcachon, France) - Slikke
- Crau
- Cressonnière - Plan d'eau où l'on cultive le cresson

## D
- Daya (Afrique du Nord) - Dépression humide à bétoum (Pistacia atlantica) et jujubier (Ziziphus lotus)
- Désert
- Douille (nord des Alpes, France) - Tourbière
- Drève (nord de la France et Belgique) - Large allée bordée d'arbres
- Dune

## E
- Engane (sud de la France) - Population de salicornes buissonnantes
- Érablière - Population d'érables, en particulier Acer saccharum en Amérique du Nord
- Espinal (Chili)
- Estran

## F
- Fagabiétaie : hêtraie-sapinière, forêt mixte codominée par les hêtres et, en moindre proportion, par les sapins (Hêtre commun et Sapin commun sont les espèces forestières de la montagne médio-européenne)[1]
- Fagne (Gironde, France, et Belgique) - Tourbière
- Faulde - En forêt, ancienne charbonnière où poussent des bouleaux, des trembles (Populus tremula) et la mousse Funaria hygrometrica
- Favière - Champ de fèves (Vicia faba)
- Figuerie - Lieu planté en figuiers (Ficus carica)
- Finbos (Afrique du Sud)
- Flèche - Tombolo
- Forêt
- Fougeraie - Population de fougères
- Fourré
- Frênaie - Peuplement de frênes (Fraxinus excelsior)
- Friche - Terre non cultivée envahie de plantes basses
- Fruticée - Formation constituée d'arbustes et d'arbrisseaux
- Futaie
- Fynbos (Afrique du sud) - Savane à buissons

## G

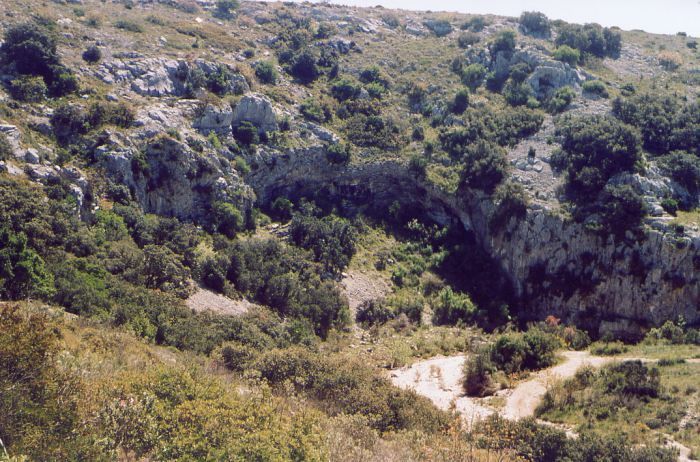
Garrigue (Hérault, France)

- Garancière - Terrain cultivé en garance (Rubia tinctorum)
- Garrigue
- Gâtine
- Gaulis
- Genêtaie - Peuplement de genêts (Cytisus scoparius ou différentes espèces de Genista)

## H
- Haie
- hémicryptophytaie - Population d'hémicryptophytes
- Herbier - Formation marine (en France, à zostères (Zostera) ou à posidonies (Posidonia).
- Herbu (Normandie) - Schorre
- Hêtraie - Forêt de hêtres (Fagus sylvatica en Europe, ou autres espèces du genre Fagus, ou Nothofagus dans l'hémisphère sud)
- Houblonnière - Terrain cultivé en houblon (Humulus lupulus)
- Houssaie - Population de houx (Ilex aquifolium)

## I
- Igapo (Brésil) - Forêt marécageuse
- Iliçaie - Population pure de houx (Ilex aquifolium)
- Indigotière - Lieu de culture de l'indigotier
- Irapayal (Pérou) - Peuplement de palmiers irapay (Lepidocaryum tenue)
- Ivaie - Peuplement d'ifs (Taxus baccata), habitat menacé et prioritaire en Europe

## J
- Jachère
- Jalca
- Jardin
  - Jardin botanique
- Jarillal (Argentine)
- Jonçaie - Végétation de joncs (Juncus)
- Jungle
- Junipéraie - Population de genévriers (Juniperus communis, Juniperus nana)

## L
- Lagune
- Lande - Lande : d'ajoncs (Ulex)

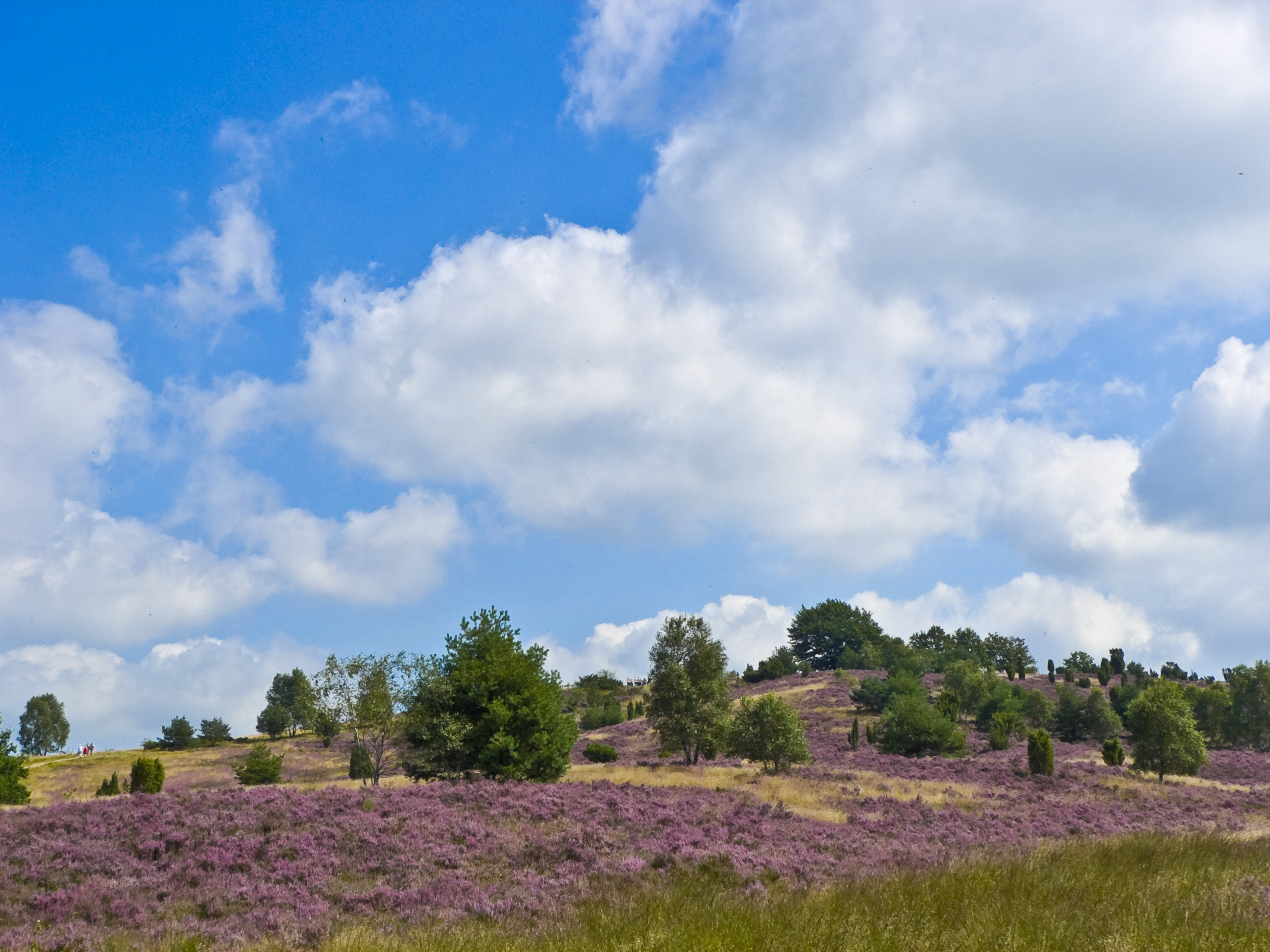
Lande rase à bruyère et graminées (région de Lunebourg, Allemagne)

- Lariçaie - Peuplement de mélèze, naturel ou cultivé
- Laurisylve (Macaronésie) - Forêt où dominent des lauracées, comme Persea indica, le laurier des Açores Laurus azorica ou le Laurier des Canaries Laurus novocanariensis)[2]
- Lavandaie - Peuplement de lavande, naturel ou cultivé
- Lido
- Linière - Champ de lin (Linum usitatissimum)
- Llano (Venezuela) - Plaine de type savane à hautes herbes et arbres isolés
- Llaretal (Chili)
- Loma (Chili, Pérou) - Steppe du littoral maritime à plantes annuelles et bulbeuses
- Lougan (Côte d'Ivoire) - Culture sur défrichement en forêt

## M
- Mallee (Australie)
- Mangrove
- Maquis
- Marais
- Marais salant
- Mata (Brésil)
- Matorral (Chili) - Maquis à arbustes (boldo (Peumus boldus), peumo (Cryptocarya alba), quillay (Quillaja saponaria))
- Mégaphorbiaie - Prairie à grandes herbes sur sols frais et riches
- Mélézin - Population de mélèzes (dont Larix decidua)
- Melonnière - Espace réservé à la culture des melons (Cucumis melo)
- Mésobromion - Pelouse calcaire mésophile
- Misotte (Vendée et Charente-Maritime, France) - Schorre
- Molinaie - Formation
- Mollière (Somme, France) - Schorre
- Murtillar (Argentine) - Formation de type tundra à murtilla (Empetrum rubrum)

## N
- Nardaie (montagnes) - Prairie de pâturage extensif, qui contient des formations végétales herbacées, se développant sur des sols relativement pauvres en éléments nutritifs, et dominée par le nard raide (Nardus stricta)[3],[4]
- Noyeraie - Population de noyers (Juglans regia)
- Noue

## O
- Oasis
- Oignonière - Plantation d'oignons

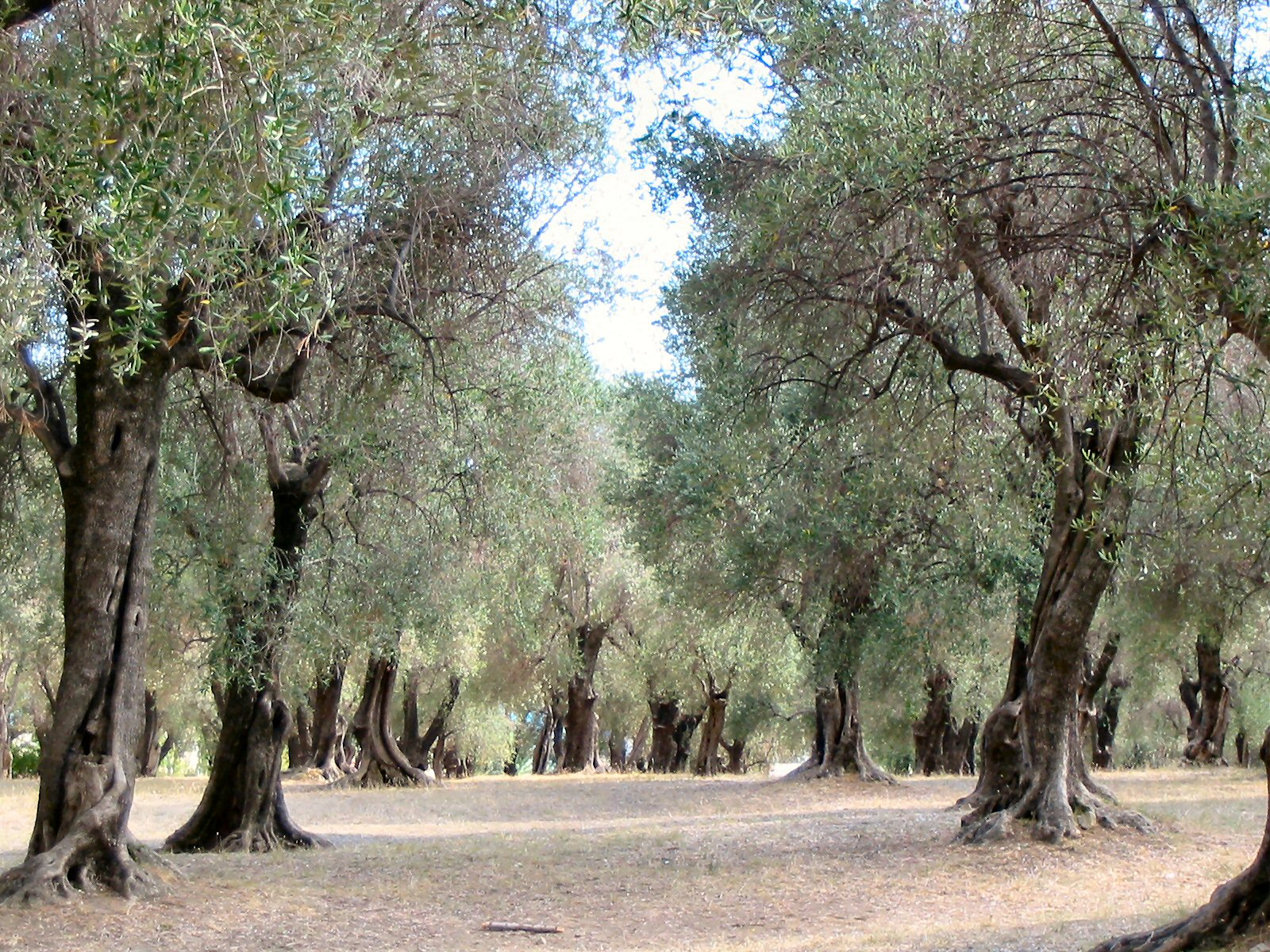
Oliveraie (parc du Pian, Menton, France)

- Oliveraie - Peuplement spontané ou cultivé d'oliviers (Olea europaea)
- Olivette (sud de la France) - Oliveraie
- Orangeraie - Plantation d'orangers
- Ormaie - Peuplement d'ormes (Ulmus)
- Oseraie - Peuplement d'osiers (diverses espèces de Salix)
- Ourlet

## P
- Padang (Malaisie)
- Pajonal (Andes) : formation végétale graminéenne des Andes (Pérou, Bolivie)[5]. Ce terme emprunté à l'espagnol dérive de « paja brava », non donné localement à une espèce de graminée, Jarava ichu, qui caractérise ce peuplement[6].

- Palmeraie - Plantation de palmiers (désigne le plus souvent le dattier, Phoenix dactylifera)
- Palud

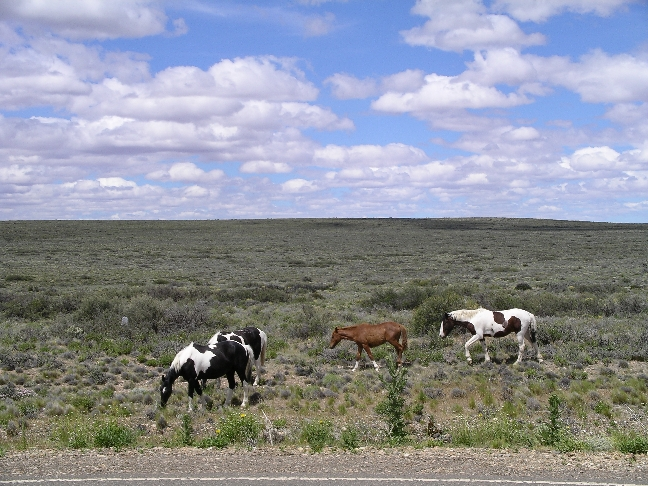
Pampa (Argentine)

- Pampa (Argentine) - Plaine à graminées
- Panne - Dépression herbeuse à l'arrière des cordons dunaires.
- Pantano
- Páramo (Andes) - Étage alpin humide
- Parc
- Parterre
- Pâtis
- Pâturage
- Pâtural (centre de la France)
- Pelouse
- Pelouse calcicole ou Pelouse calcaire
- Perchis
- Pessière - Peuplement d'épicéas (Picea).
- Peupleraie - Population naturelle ou cultivée de peupliers (Populus)
- Phalaridaie
- Phanta (Népal)
- Phragmitaie - Formation graminéenne dans laquelle les dominent roseaux (Phragmites) .
- Phrygana (Grèce) - Pelouse sèche à plantes épineuses en coussins
- Pinar (Espagne) - Peuplement de pin sylvestre (Pinus sylvestris) ou aux Canaries de Pinus canariensis
- Pinède ou pineraie - Peuplement de pins (Pinus)
- Pinheiro (Brésil) - Peuplement d'araucarias du Brésil (Araucaria angustifolia)
- Piornal (formation végétale) (Système Central espagnol) - Peuplement de Cytisus balansae.
- Plantation - Plantation de café, hévéas, thé, bananiers, etc.
- Plantation de thé - Plantation de théier.

- Plessis
- Pommeraie - Plantation de pommiers
- Potager
- Pozzine (Atlas, Corse, Sierra Nevada espagnole) - Pelouse hygrophile d'altitude sur sol tourbeux.
- Prairie agricole
- Pré
- Pré-salé
- Puna (Andes) - Etage alpin sec à graminées (ichu) et épineux
- Puszta (Hongrie) - Steppe herbeuse

## Q
- Queñoal (Chili) : forêt de Polylepis

## R
- Rabine (Haute-Bretagne) - Large allée bordée d'arbres en futaie.
- Radeau
- Ramière (Drôme) - Hallier de saules, aulnes et peupliers dans la zone de divagation d'un cours d'eau
- Restinga (Brésil)
- Rhodoraie - Lande à Rhododendron
- Ried (Alsace)
- Ripisylve - Formation arbustive localisée le long des cours d'eau
- Rizière
- Roncier - Buisson de ronces (Rubus fruticosus agg.)
- Rôneraie
- Roselière - Formation où les roseaux (Phragmites) dominent.
- Roseraie
- Rouvraie - Chênaie de chêne rouvre (Quercus robur)

## S
- Sagne (Jura) - Tourbière
- Saline
- Salobre
- Sambuçaie - Buisson de sureau (Sambucus nigra)
- Sansouire (sud de la France) - Vases littorales sableuses à salicornes
- Sapinière
- Sart
- Saulaie - Peuplement de saules (Salix))
- Savane
- Savart (Champagne) - Pelouse sèche sur sol crayeux, à genêt poilu (Genista pilosa) et fétuque (Festuca duriuscula)
- Savoka (Madagascar) - Savane arborée
- Schorre
- Scopicia (Corse)
- Scree
- Scrub (Australie)

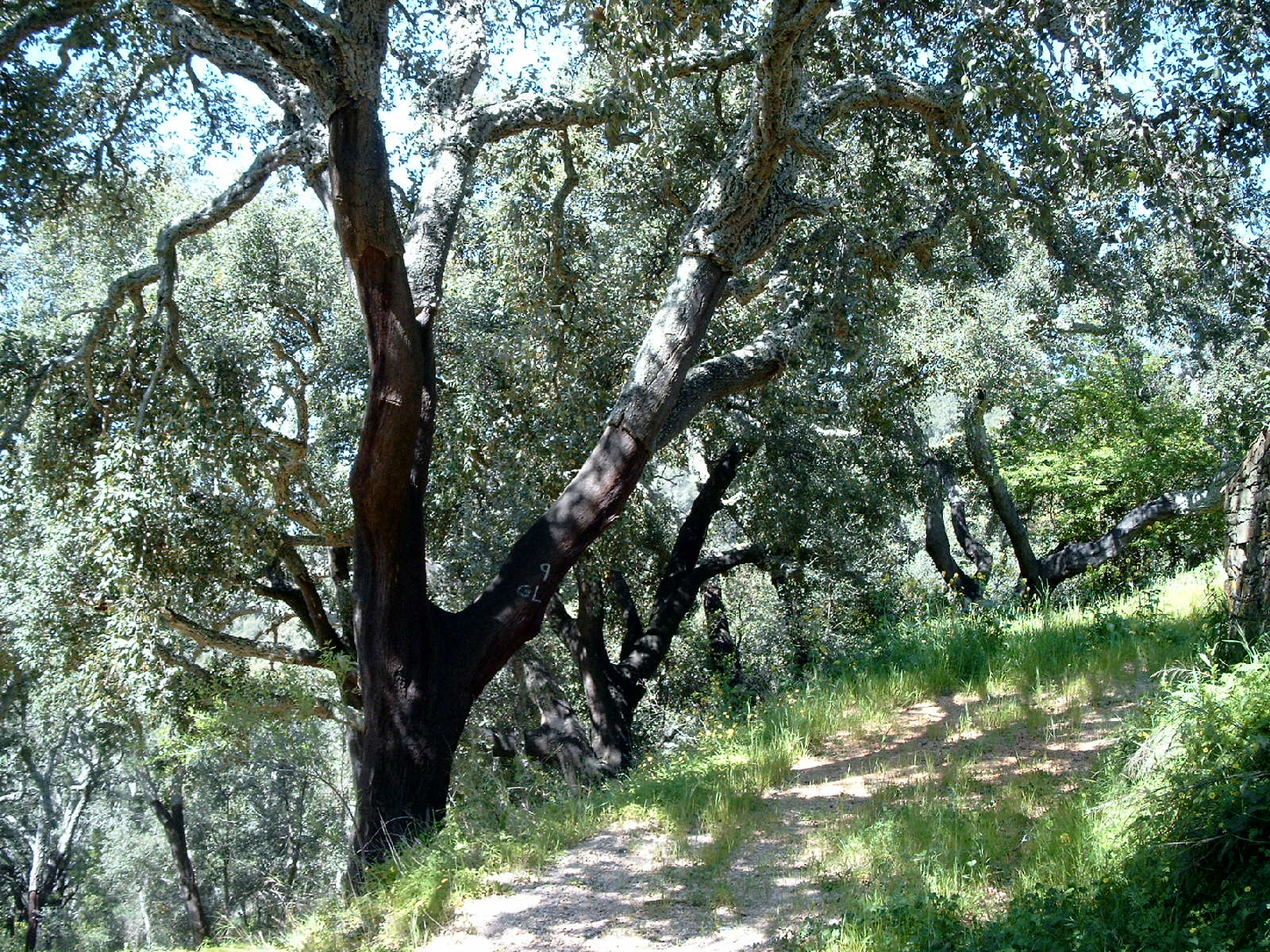
Subéraie (Portugal)

- Shola - Forêt sempervirente d'altitude (Inde du sud)
- Slikke
- Solupal (Argentine) - Végétation de type pampa à éphédracées
- Souillère (sud de la France) - Dépression interdunaire
- Sparganiaie - Peuplement dominé par le rubanier (Sparganium erectum).
- Sporobolaie - Groupement de hauts de plages dominé par le sporobole (Sporobolus pungens) (Europe).
- Steppe
- Subéraie - Forêt de chênes-lièges (Quercus suber)
- Suvière - Population de chênes-lièges (Quercus suber)

## T
- Taïga
- Taillis
- Tamariçaie - Peuplement de Tamarix
- Tamarugal (Chili)
- Tarodière (Mélanésie, Polynésie) - Plantation de taro (Colocasia esculenta)
- Tauzinière - Chênaie de chêne tauzin
- Terril
- Tillaie - Peuplement de tilleuls
- Tolar
- Tombolo
- Tomillar
- Toundra
- Touradon
- Tourbière
- Touya (formation végétale) (Béarn) - Lande à ajoncs
- Trachynion, pelouse calcaire pionnière à dominante d'annuelles.
- Treille
- Tremblaie - Population de trembles (Populus tremula)
- Tremblant
- Truffière - Terrain où pousse la truffe (Tuber)

## V
- Varzea (Brésil) - Forêt inondable
- Vasière (Vendée) - Slikke
- Veld (Afrique du sud) - Steppe
- Verger
- Vignoble - Région ou terrain cultivé en vigne
- Vlei (Afrique du Sud, Namibie)

## Y
- Yeusaie - Chênaie de chêne vert (Quercus ilex)

## X
- Xérobromion: pelouse calcaire xérophile